# Son Heung-min
Son Heung-Min (Koreansk: 손흥민; født 8. juli 1992) er en sydkoreansk professionel fodboldspiller, som spiller som angriber for Major League Soccer-klubben Los Angeles FC og Sydkoreas landshold.

## Klubkarriere

### Hamburger SV
Son skiftede som 16-årig til Hamburger SVs ungdomsakademi i 2008, som del af et samarbejdsprojekt mellem det tyske og det sydkoreanske fodboldforbund, som tillod sydkoreanske spillere til at flytte til Tyskland. Efter at have imponeret på ungdomsniveau, skrev han sin første professionelle kontrakt med klubben på sin 18 års fødselsdag.
Son imponerede med det samme for førsteholdet. Efter at have spillet hovedsageligt som rotationsspiller i sine to første sæsoner, så fik han i 2012-13 sæsonen sit store gennembrud som fast mand i startopstillingen.

### Bayer Leverkusen
Son skiftede i juni 2013 til Bayer Leverkusen. Han scorede den 9. november 2013 sit første hattrick i sin karriere imod sin gamle klub HSV. Han blev hermed den første sydkoreaner til at score et hattrick i Bundesligaen nogensinde.
Hans bedste sæson med Leverkusen var i 2014-15, hvor han scorede 17 sæsonmål.

### Tottenham Hotspur

#### 2015-16: Debutsæson
Son skiftede i august 2015 til Tottenham Hotspur i en aftale, som gjorde ham til den dyreste spiller fra Asien nogensinde. Han scorede sit første mål for klubben den 17. september 2015 i en Europa League-kamp imod aserbajdsjanske FK Qarabag. Han scorede sit første Premier League mål bare tre dage senere i en kamp imod Crystal Palace.

#### 2016-18: Gennembrud
Det blev rapporteret, at før begyndelsen af 2016-17 sæsonen, havde Son bedt om, at forlade klubben, for at få mere spilletid. Dette var blevet afvist, og han var blevet opfordret til at kæmpe for sin plads på holdet af træner Mauricio Pochettino. Dette viste sig, at være den rigtige beslutning, da Son imponerede stort i starten af sæsonen, inklusiv en periode i september 2016 på fem kampe hvor han scorede i alle fem. Han scorede sit første hattrick for Tottenham i en 6-0 sejr over Millwall i FA Cuppen den 12. marts 2017.
Son scorede den 5. november 2017 sit 20ende Premier League mål, og overtog hermed rekorden som den mest scorede asiatiske spiller i rækken, da han slog Park Ji-sungs rekord.

#### 2018-20: Champions League-finalist og Puskás-prisen
Son scorede sit mål nummer 50 for klubben den 24. november 2018 i en kamp imod Chelsea. Son spillede en central rolle i, at Tottenham for første gang i klubbens historie nåede til Champions League-finalen i sæsonen. Her tabte de dog til Liverpool. Han blev ved slutningen af 2018-19 sæsonen kåret som sæsonens spiller i Tottenham.
Son scorede den 7. december 2018 et fantastisk solomål imod Burnley, som ledte træner José Mourinho til at kalde ham 'Sonaldo Nazario', i reference til Ronaldo, da Mourinho mente målet mindede om et som Ronaldo ville have scoret. Målet blev kåret som årets mål i Premier League, og vandt også Puskás-prisen som årets bedste mål i 2018. Han blev ved sæsonens udgang kåret som sæsonens spiller i Tottenham for andet år i streg.

#### 2020-21: Årets hold
Son scorede fire mål i en kamp imod Southampton den 20. september 2020. Alle mål var på assist af Harry Kane, og det var hermed den første gang nogensinde i Premier League, at en spiller scorede fire mål i en kamp, som alle var assisteret af den samme holdkammerat. Han scorede den 2. januar 2021 sit mål nummer 100 for klubben som del af en 3-0 sejr over Leeds United. Ved udgangen af sæsonen blev Son inkluderet på PFAs årets hold i Premier League.

#### 2021-22: Topscorer
Son scorede den 19. februar 2022 i en kamp imod Leeds United på en assist af Kane, og de to spillere satte hermed rekorden som den mest scorende duo i Premier League nogensinde, med 37 mål hvor den ene havde scorede og den anden havde lavet assist. Han sluttede sæsonen med 23 sæsonmål, og blev hermed delt topscorer i ligaen, delt med Mohamed Salah.

#### 2022-23: 100 Premier League mål
På trods af en dårlig sæson i forhold til tidligere år, så scorede Son den 8. april 2023 sit mål nummer 100 i Premier League, og blev hermed den 34., og første asiatiske spiller, til at have scoret 100+ mål i rækken.

#### 2023-24: Klubanfører
Ved begyndelsen af 2023-24 sæsonen, så overtog Son rollen som klubbens anfører fra Hugo Lloris. Han scorede den 24. september 2023 to mål i en derby kamp imod Arsenal, og rundede hermed 150 mål for klubben som kun den sjette spiller i Tottenhams historie.

## Landsholdskarriere

### Ungdomslandshold
Son har repræsenteret Sydkorea på flere ungdomsniveauer.

### Olympiske landshold
Son var del af Sydkoreas trup til sommer-OL 2016.

### Seniorlandshold
Son debuterede for Sydkoreas landshold den 30. december 2010. Hans første internationale turneringen af 2011 udgaven af AFC Asian Cup.
Son var del af Sydkoreas trup til VM 2014, og scorede sit første mål ved slutrunden den 22. juni 2014 i et 2-4 nederlag imod Algeriet.
Han var igen del af Sydkoreas trup til VM 2018. Han scorede to mål i gruppespillet, herunder et sejrsmål over Tyskland i det 97ende minut.
Som resultat af en skade var han usikker til VM 2022, men endte med at komme med til truppen.

## Titler
Individuelle
- FIFA Puskás-prisen: 1 (2020)
- Årets fodboldspiller i Asien: 8 (2014, 2015, 2017, 2018, 2019, 2020, 2021, 2022)
- AFC Asian Cup Turneringens hold: 1 (2015)
- IFFHS Årets spiller i Asien: 3 (2020, 2021, 2022)
- IFFHS Årtiets spiller i Asien: 2011–2020
- Årets fodboldspiller i Sydkorea: 7 (2013, 2014, 2017, 2019, 2020, 2021, 2022)
- Premier League Golden Boot: 1 (2021-22)
- PFA Premier League Årets hold: 1 (2020-21)
- Tottenham Hotspur Sæsonens spiller: 3 (2018-19, 2019-20, 2021-22)